# کهن امام بی‌بی سوراپ
کهن امام بی‌بی سوراپ یا رحمت‌آباد، روستایی در دهستان زابلی بخش مرکزی شهرستان مهرستان در استان سیستان و بلوچستان ایران است.

## جمعیت
بر پایه سرشماری عمومی نفوس و مسکن در سال ۱۳۹۵، جمعیت این روستا برابر با ۱۹ نفر (۶ خانوار) بوده‌است.